# Chainpur (Jharkhand)
Chainpur, auch Chainpur block, ist einer von elf administrativen Einheiten im Distrikt Gumla im indischen Bundesstaat Jharkhand. 1991 wird eine Bevölkerung von 44.573 Einwohnern angegeben (Census 1991) in 83 Dörfern.

## Söhne und Töchter
- Telesphore Placidus Kardinal Toppo (1939–2023), römisch-katholischer Erzbischof von Ranchi
- Linus Pingal Ekka (* 1961), römisch-katholischer Bischof von Gumla